# Hemimesochra nympha
Hemimesochra nympha är en kräftdjursart som beskrevs av Por 1964. Enligt Catalogue of Life ingår Hemimesochra nympha i släktet Hemimesochra och familjen Cletodidae, men enligt Dyntaxa är tillhörigheten istället släktet Hemimesochra och familjen Canthocamptidae. Arten är reproducerande i Sverige. Inga underarter finns listade i Catalogue of Life.